# QED (текстовый редактор)
QED — строковый текстовый редактор, разработанный Батлером Лэмпсоном и Питером Дойчем для Berkeley Timesharing System, работавшей на компьютере SDS 940. QED был реализован Питером Дойчем и Даной Англуин между 1965 и 1966 годами.
QED (от «quick editor») был предназначен для использования в системах, оснащённых телетайпами, при этом использование ЭЛТ-дисплеев не рассматривалось, поскольку многие конструктивные особенности ЭЛТ-дисплеев были существенно иными.
Позже Кен Томпсон написал версию QED для системы разделения времени CTSS. Эта версия примечательна введением регулярных выражений. Также Томпсон переписал QED на язык BCPL для операционной системы Multics. Версия для Multics была портирована на компьютер GE-600, использовавшийся в Bell Labs в конце 1960-х под управлением  операционной системы GECOS, а позднее (после того, как Honeywell приобрела компьютерный бизнес GE), под управлением операционной системы GCOS. Порт GECOS-GCOS использовал подпрограммы ввода/вывода, написанные A. W. Winklehoff.
Деннис Ритчи, Кен Томпсон и Брайан Керниган написали руководства по QED, использовавшиеся в Bell Labs.
Учитывая, что авторы руководств были основными разработчиками операционной системы Unix, не удивительно, что QED оказал сильное влияние на классические текстовые редакторы UNIX: ed и sed, а также на их потомков, таких как ex, vi и sam (англ.), и, более отдаленно, на AWK и Perl.
Версия QED под названием FRED (Friendly Editor) была написана Питером Фрейзером в Университете Уотерлу для компьютеров Honeywell под управлением операционной системы GCOS. Команда Университета Торонто, состоящая из Тома Даффа, Роба Пайка, Хью Ределмайера и Дэвида Тилбрука, реализовала версию QED, работавшую на UNIX; Дэвид Тилбрук позднее включил QED в набор инструментов QEF.
QED также использовался в качестве текстового редактора в норвежских системах Norsk Data, сначала Nord TSS, затем Sintran III. Он был реализован для компьютера Nord-1 в 1971 году Бо Левендалом, который после работы с Дойчем и Лэмпсоном в Project Genie и в Berkeley Computer Corporation работал в Norsk Data (и позже разработал Nord TSS в 1971 году).

## Дальнейшее чтение
- FRED — the friendly editor.
- QED как часть инструментов QEF
- QED Archive — архив исходного кода нескольких версий QED
- Caltech QED с изменениями для компиляции в Linux